# Oleg Gorobi
Oleg Vladímirovich Gorobi (en ruso: Олег Владимирович Горобий; Vorónezh, URSS, 7 de febrero de 1971) es un deportista ruso que compitió para la Unión Soviética en piragüismo en la modalidad de aguas tranquilas.
Participó en tres Juegos Olímpicos de Verano, entre los años 1992 y 2000, obteniendo una medalla de bronce en Atlanta 1996, en la prueba de K4 1000 m.
Ganó catorce medallas en el Campeonato Mundial de Piragüismo entre los años 1990 y 2003, y cinco medallas en el Campeonato Europeo de Piragüismo entre los años 1997 y 2001.

## Palmarés internacional
| Representando a la URSS |                              |                   |             |
| Campeonato Mundial      |                              |                   |             |
| Año                     | Lugar                        | Medalla           | Competición |
| 1990                    | Poznań (Polonia)             | Medalla de oro    | K4 500 m    |
| 1991                    | París (Francia)              | Medalla de bronce | K4 500 m    |
| Representando a Rusia   |                              |                   |             |
| Juegos Olímpicos        |                              |                   |             |
| Año                     | Lugar                        | Medalla           | Competición |
| 1996                    | Atlanta (Estados Unidos)     | Medalla de bronce | K4 1000 m   |
| Campeonato Mundial      |                              |                   |             |
| Año                     | Lugar                        | Medalla           | Competición |
| 1993                    | Copenhague (Dinamarca)       | Medalla de oro    | K4 500 m    |
| 1993                    | Copenhague (Dinamarca)       | Medalla de bronce | K4 1000 m   |
| 1994                    | Ciudad de México (México)    | Medalla de oro    | K4 200 m    |
| 1994                    | Ciudad de México (México)    | Medalla de oro    | K4 500 m    |
| 1994                    | Ciudad de México (México)    | Medalla de oro    | K4 1000 m   |
| 1995                    | Duisburgo (Alemania)         | Medalla de oro    | K4 500 m    |
| 1995                    | Duisburgo (Alemania)         | Medalla de plata  | K4 200 m    |
| 1997                    | Dartmouth (Canadá)           | Medalla de oro    | K4 200 m    |
| 1999                    | Milán (Italia)               | Medalla de bronce | K4 200 m    |
| 2001                    | Poznań (Polonia)             | Medalla de plata  | K4 200 m    |
| 2001                    | Poznań (Polonia)             | Medalla de bronce | K4 1000 m   |
| 2003                    | Gainesville (Estados Unidos) | Medalla de bronce | K4 500 m    |
| Campeonato Europeo      |                              |                   |             |
| Año                     | Lugar                        | Medalla           | Competición |
| 1997                    | Plovdiv (Bulgaria)           | Medalla de plata  | K4 200 m    |
| 1997                    | Plovdiv (Bulgaria)           | Medalla de bronce | K4 500 m    |
| 2000                    | Poznań (Polonia)             | Medalla de bronce | K2 1000 m   |
| 2000                    | Poznań (Polonia)             | Medalla de bronce | K4 500 m    |
| 2001                    | Milán (Italia)               | Medalla de plata  | K4 200 m    |